# LTP Charleston Pro Tennis
L'LTP Charleston Pro Tennis è un torneo professionistico di tennis giocato sulla terra verde dell'LTP Mount Pleasant di Charleston negli Stati Uniti d'America dal 2015. Fa parte dell'ITF Women's Circuit. Nel 2021, si è giocata la prima edizione di categoria WTA 125 che ha preso il nome di LTP Women's Open. Nel 2024 si gioca la seconda di tale categoria, che prende il nome di Fifth Third Charleston e si disputa per la prima volta e solo per questa occasione sul cemento; nello stesso anno, si gioca una seconda edizione del torneo questa volta sulla terra verde.

## Albo d'oro

### Femminile

#### Singolare
| Anno     | Categoria                                     | Campionessa                                               | Finalista                                                 | Punteggio                                                 |
| -------- | --------------------------------------------- | --------------------------------------------------------- | --------------------------------------------------------- | --------------------------------------------------------- |
| 2015     | ITF $10,000                                   | Cancellato a causa delle scarse condizioni meteorologiche | Cancellato a causa delle scarse condizioni meteorologiche | Cancellato a causa delle scarse condizioni meteorologiche |
| 2016     | ITF $10,000                                   | Nicole Coopersmith                                        | Ingrid Martins                                            | 6-3, 6-4                                                  |
| 2017 (1) | ITF $60,000                                   | Madison Brengle                                           | Danielle Collins                                          | 4-6, 6-2, 6-3                                             |
| 2017 (2) | ITF $25,000                                   | Michaela Bayerlová                                        | Montserrat González                                       | 2-6, 6-3, 6-3                                             |
| 2018 (1) | ITF $80,000                                   | Taylor Townsend (1)                                       | Madison Brengle                                           | 6–0, 6-4                                                  |
| 2018 (2) | ITF $25,000                                   | Gabriela Talabă                                           | Elizabeth Halbauer                                        | 6–4, 6(5)-7, 6–2                                          |
| 2019 (1) | ITF $100,000                                  | Taylor Townsend (2)                                       | Whitney Osuigwe                                           | 6-4, 6-4                                                  |
| 2019 (2) | ITF $60,000                                   | Caroline Dolehide                                         | Grace Min                                                 | 6–2, 6(5)-7, 6–0                                          |
| 2020 (1) | ITF $100,000                                  | Mayar Sherif                                              | Katarzyna Kawa                                            | 6-3, 6-2                                                  |
| 2020 (2) | Cancellato a causa della pandemia di COVID-19 | Cancellato a causa della pandemia di COVID-19             | Cancellato a causa della pandemia di COVID-19             | Cancellato a causa della pandemia di COVID-19             |
| 2021 (1) | ITF $100,000                                  | Claire Liu                                                | Madison Brengle                                           | 6-2, 7-6(6)                                               |
| 2021 (2) | ITF $60,000                                   | Despoina Papamichaīl                                      | Gabriela Cé                                               | 1-6, 6-3, 6-3                                             |
| 2021 (3) | WTA 125                                       | Varvara Lepchenko                                         | Jamie Loeb                                                | 7–6(4), 4–6, 6–4                                          |
| 2022 (1) | ITF $100,000                                  | Taylor Townsend (3)                                       | Wang Xiyu                                                 | 6-3, 6-2                                                  |
| 2022 (2) | ITF $100,000                                  | Carol Zhao                                                | Himeno Sakatsume                                          | 3-6, 6-4, 6-4                                             |
| 2023 (1) | ITF $100,000                                  | Emma Navarro (1)                                          | Peyton Stearns                                            | 2-6, 6-2, 7-5                                             |
| 2023 (2) | ITF $100,000                                  | Emma Navarro (2)                                          | Panna Udvardy                                             | 6-1, 6-1                                                  |
| 2024 (1) | WTA 125                                       | Elisabetta Cocciaretto                                    | Diana Šnajder                                             | 6-3, 6-2                                                  |
| 2024 (2) | WTA 125                                       | Renata Zarazúa                                            | Hanna Chang                                               | 6-1, 7-6(4)                                               |

#### Doppio
| Anno     | Categoria                                     | Campionesse                                               | Finaliste                                                 | Punteggio                                                 |
| -------- | --------------------------------------------- | --------------------------------------------------------- | --------------------------------------------------------- | --------------------------------------------------------- |
| 2015     | ITF $10,000                                   | Cancellato a causa delle scarse condizioni meteorologiche | Cancellato a causa delle scarse condizioni meteorologiche | Cancellato a causa delle scarse condizioni meteorologiche |
| 2016     | ITF $10,000                                   | Andie Daniell Erin Routliffe (1)                          | Quinn Gleason Whitney Kay                                 | 6-4, 6-2                                                  |
| 2017 (1) | ITF $60,000                                   | Emina Bektas Alexa Guarachi (1)                           | Kaitlyn Christian Sabrina Santamaria                      | 5–7, 6–3, [10–5]                                          |
| 2017 (2) | ITF $25,000                                   | Chloe Beck Emma Navarro                                   | Ksenija Kuznecova María Martínez Martínez                 | 6-1, 6-4                                                  |
| 2018 (1) | ITF $80,000                                   | Alexa Guarachi (2) Erin Routliffe (2)                     | Louisa Chirico Allie Kiick                                | 6–1, 3–6, [10–5]                                          |
| 2018 (2) | ITF $25,000                                   | Sophie Chang (1) Alexandra Mueller                        | Hsu Chieh-yu Gabriela Talabă                              | 6-4, 6-4                                                  |
| 2019 (1) | ITF $100,000                                  | Asia Muhammad Taylor Townsend                             | Madison Brengle Lauren Davis                              | 6-2, 6-2                                                  |
| 2019 (2) | ITF $60,000                                   | Anna Danilina Ingrid Neel                                 | Vladica Babić Caitlin Whoriskey                           | 6-1, 6-1                                                  |
| 2020 (1) | ITF $100,000                                  | Magdalena Fręch Katarzyna Kawa (1)                        | Astra Sharma Mayar Sherif                                 | 4–6, 6–4, [10–2]                                          |
| 2020 (2) | Cancellato a causa della pandemia di COVID-19 | Cancellato a causa della pandemia di COVID-19             | Cancellato a causa della pandemia di COVID-19             | Cancellato a causa della pandemia di COVID-19             |
| 2021 (1) | ITF $100,000                                  | Caty McNally Storm Sanders                                | Eri Hozumi Miyu Katō                                      | 7–5, 4–6, [10–6]                                          |
| 2021 (2) | ITF $60,000                                   | Fanny Stollár Aldila Sutjiadi (1)                         | Rasheeda McAdoo Peyton Stearns                            | 6-0, 6-4                                                  |
| 2021 (3) | WTA 125                                       | Liang En-shuo Rebecca Marino                              | Erin Routliffe Aldila Sutjiadi                            | 5–7, 7–5, [10–7]                                          |
| 2022 (1) | ITF $100,000                                  | Katarzyna Kawa (2) Aldila Sutjiadi (2)                    | Sophie Chang Angela Kulikov                               | 6-1, 6-4                                                  |
| 2022 (2) | ITF $100,000                                  | Alycia Parks Sachia Vickery                               | Rasheeda McAdoo Peyton Stearns                            | 6–4, 5–7, [10–5]                                          |
| 2023 (1) | ITF $100,000                                  | Sophie Chang (2) Angela Kulikov                           | Ashlyn Krueger Robin Montgomery                           | 6-3, 6-4                                                  |
| 2023 (2) | ITF $100,000                                  | Hailey Baptiste Whitney Osuigwe                           | Nigina Abduraimova Carole Monnet                          | 6–4, 3–6, [13–11]                                         |
| 2024 (1) | WTA 125                                       | Olivia Gadecki Olivia Nicholls                            | Sara Errani Tereza Mihalíková                             | 6-2, 6-1                                                  |
| 2024 (2) | WTA 125                                       | Nuria Brancaccio Leyre Romero Gormaz                      | Kayla Cross Liv Hovde                                     | 7-6(6), 6-2                                               |